# Bernaville
Bernaville – miejscowość i gmina we Francji, w regionie Hauts-de-France, w departamencie Somma.
Według danych na rok 2011 gminę zamieszkiwało 1105 osób, a gęstość zaludnienia wynosiła 64 osoby/km² (wśród 2293 gmin Pikardii Bernaville plasuje się na 312. miejscu pod względem liczby ludności, natomiast pod względem powierzchni na miejscu 126.).